# Västanå (Liden)

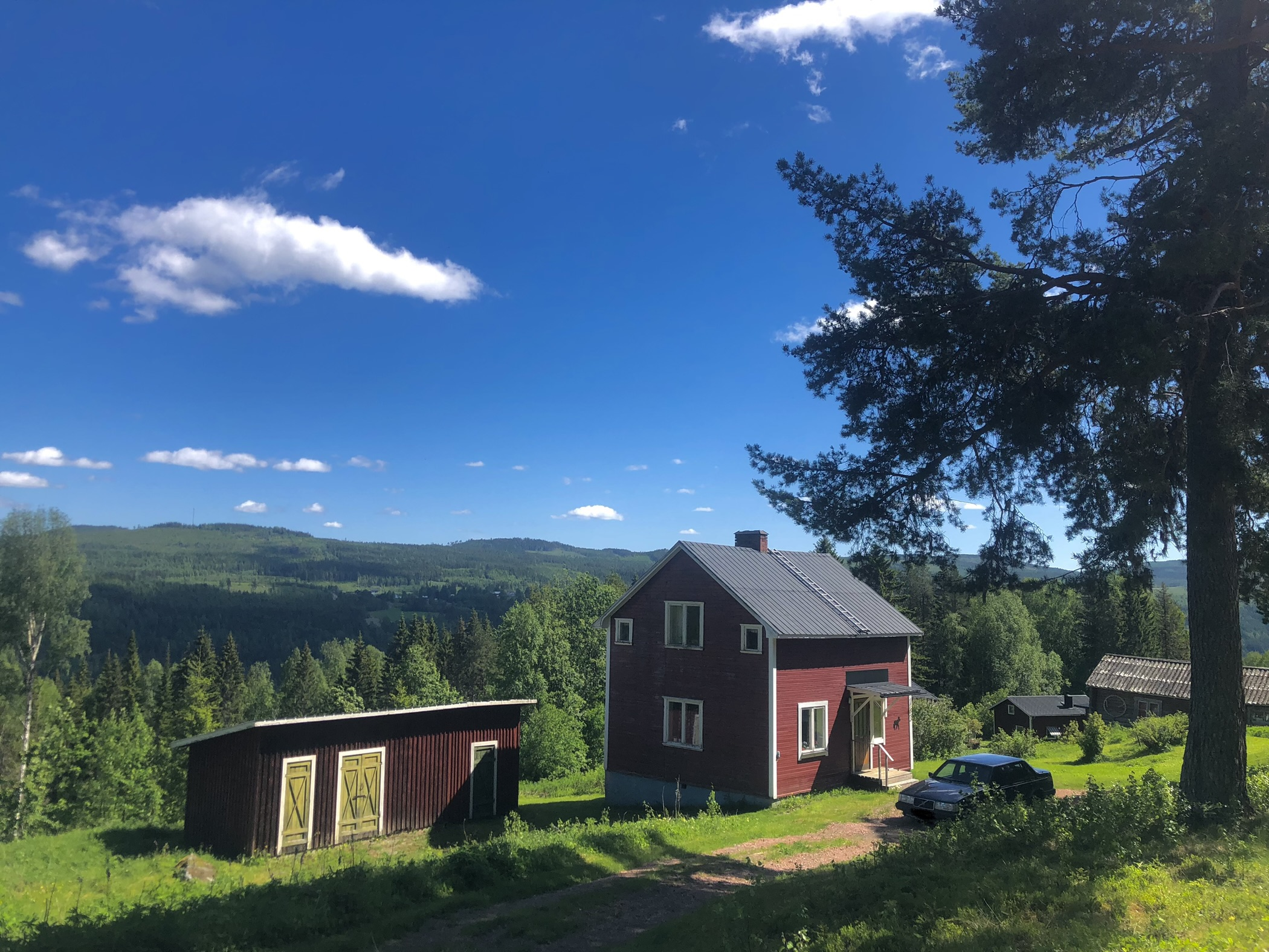
Västanå 158

Västanå är en by i Sundsvalls kommun och Lidens socken. Byn ligger på västra sidan av Indalsälven ungefär 5 km norr om Järkvissle.

## Historia
Nybyggare anlände till Västanå år 1758 och byn döptes då till "Westan-Åh", som senare blev Västanå.

## Fakta
Orten har postnummer 860 41 Liden och ligger i Medelpad i Västernorrlands län. Byn har en bygdegård som går att hyra för tillställningar.